# Cestrum cuneifolium
Cestrum cuneifolium är en potatisväxtart som beskrevs av Francey. Cestrum cuneifolium ingår i släktet Cestrum och familjen potatisväxter. Inga underarter finns listade i Catalogue of Life.